# Линховоин, Дарима Лхасарановна
Дари́ма Лхасара́новна Линхво́ин (бур.  Лёнхобын Һасаранай Даримаа; род. 8 октября 1951, Ленинград, РСФСР, СССР)― российская бурятская артистка, музыкант, Заслуженная артистка Бурятской АССР (1979), Народная артистка Бурятской АССР (1985), Заслуженная артистка РСФСР (1989), Народная артистка Российской Федерации (2004), концертмейстер Бурятского театра оперы и балета имени Г. Ц. Цыдынжапова. Дочь оперного певца, Народного артиста СССР Лхасарана Линховоина.

## Биография
Родилась 8 октября 1951 года в Ленинграде, РСФСР.
В 1970 окончила специальную музыкальную школу при Ленинградской Государственной консерватории имени Римского-Корсакова. В 1975 году окончила Ленинградскую Государственную консерваторию имени Николая Римского-Корсакова.
Вернувшись на родину, с 1975 года служит концертмейстером оперной труппы Бурятского государственного академического театра оперы и балета имени Г.Ц. Цыдынжапова. В 2013 году стала художественным руководителем оперы Бурятского государственного академического театра оперы и балета.
Дарима Линховоин вносит весомый вклад в постановку спектаклей на сцене театра. В её репертуаре — более ста оперных клавиров, таких, как «Хованщина», «Борис Годунов» Модеста Мусоргского, «Пиковая дама», «Евгений Онегин», «Иоланта» Петра Чайковского, «Садко», «Царская невеста» Николая Римского-Корсакова, «Дон Карлос», «Аттила», «Аида», «Отелло», «Реквием», «Бал-маскарад» Дж. Верди, «Чио-Чио-сан», «Тоска» Дж. Пуччини, «Кармен» Жоржа Бизе и многие другие.
Автор проекта «Grand Classic», в рамках которого в Улан-Удэ проходят концерты ярких молодых исполнителей России. Кроме этого подготовила окола 100 программ конкурсных выступлений. Участники этих программ впоследствии стали признанными мастерами оперной сцены не только Бурятии, но и Москвы, Санкт-Петербурга, Новосибирска, Перми, Красноярска: Галина Шойдагбаева, Ольга Аюрова, Валентина Цыдыпова, Валентин Косенко (Пермь), Ирина Котельникова (Пермь), Елена Шараева, В. Албатаев, О. Хингеева, П. Ганбат Б. Будаев, Ш. Зондуев, Д. Занданов, Н. Мунхзул, Ольга Жигмитова, Аюна Базаргуруева.
Организовала такие фестивали и конкурсы, как Байкальский конкурс вокалистов, проводимый Бурятским театром оперы и балета и Конкурс вокалистов имени народного артиста СССР Лхасарана Линховоина, который проводится в Агинском округе с 1988 года.
Занимается и педагогической деятельностью. Совместно с педагогами Санкт-Петербургской консерватории им. Н. Римского-Корсакова она записала цикл программ мастер-классов для студентов и учащихся музыкальных учебных заведений Южной Кореи, включающий сонаты Людвига Бетховена, Вольфганга Амадея Моцарта, этюды Фридерика Шопена, прелюдии и фуги Иоганна Себастьяна Баха. Её ученики являются лауреатами Международных конкурсов музыкантов — Д. Дылыков (Улан-Батор, 1997), Ван Джун Вэй (Пекин-Париж, 2003).

## Награды и звания
- Орден «Полярная звезда» (2012, Монголия).
- Орден Чингисхана (2008, Монголия).
- Медаль «Дружба» (1999, Монголия).
- Народная артистка Российской Федерации (2004).
- Заслуженная артистка РСФСР (1989).
- Народная артистка Бурятской АССР (1985).
- Заслуженная артистка Бурятской АССР (1979).
- Лауреат премии Ленинского комсомола (1980).
- В 1984 году стала дипломантом Всесоюзного конкурса имени Михаила Глинки.
- Лауреат Государственной премии Республики Бурятия (2002).